# Jeremy Thacker

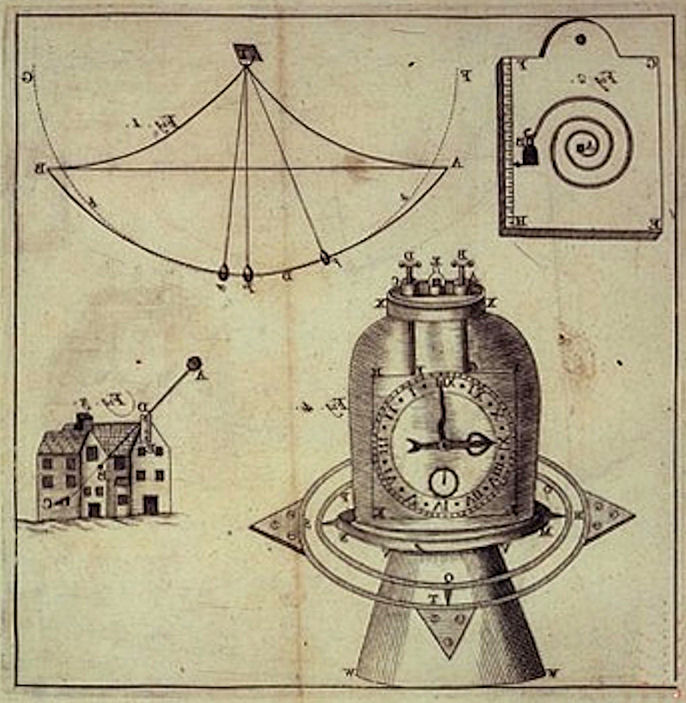
Cronòmetre de Jeremy Thacker c. 1714.

Jeremy Thacker va ser un escriptor i rellotger del segle xviii, que va encunyar la paraula cronòmetre per a designar un tipus de rellotges precisos dissenyats per poder calcular la longitud geogràfica en el mar. Ell mateix va crear un cronòmetre marí col·locat sobre una suspensió cardan i dins d'una campana de buit, però va ser un fracàs. La idea de mantenir el rellotge en el buit per a un rellotge marí ja havia estat proposada pel rellotger italià Antonio Tempora el 1668. Poc temps després, el rellotger britànic John Harrison construiria els seus reeixits cronòmetres marins a partir de 1730, encara que fins al quart (el portat per Cook al 2n i 3r viatges a Austràlia) no obtindria el premi màxim atorgat pel Board of longitudes.
Va escriure "The Longituds Examined" (Les Longituds Examinades) en 1714.

## Possible fal·làcia
Segons un article publicat en el Suplement Literari de la revista Times al novembre de 2008, "Thacker va poder no haver existit mai, és a dir que la seva proposta es pot considerar en l'actualitat possiblement com una fal·làcia.."